# Волго-балтийски канал
Волго-балтийският канал (на руски: Волго-Балтийский водный путь) е система от канали, реки и езера в Северозападна Русия.
Свързва Балтийско море чрез река Волга с басейна на Каспийско море. Общата дължина на водните пътища е 1100 км.
Прокарана е в началото на ХІХ век. Дълго време (1810-1963) се казва Мариинска водна система (Мариинская водная система). Това наименование е от важното звено в системата на име Мариински канал (Мариинский канал), наречен на императрица Мария Фьодоровна, при чийто съпруг Павел I е построен.
През 1960-те години е извършена основна реконструкция, като Волго-балтийският канал е разширен, за да приема по-големи плавателни съдове.